# Спаське (Казахстан)
Спа́ське (каз. Спасское) — село у складі Сандиктауського району Акмолинської області Казахстану. Входить до складу Максимовського сільського округу.
Населення — 292 особи (2021; 380 у 2009, 500 у 1999, 572 у 1989).
Національний склад станом на 1989 рік:
- росіяни — 56 %.